# Fântânele (gmina Mărgăritești)
Fântânele – wieś w Rumunii, w okręgu Buzău, w gminie Mărgăritești. W 2011 roku liczyła 282 mieszkańców.